# Дисторсия
Дисторсия (на латински: distorsio, изкривяване) е оптически недостатък, вид аберация, при която линейното увеличение се променя по полето на зрението и се получава нарушение в подобието между предмета и неговото изображение. Правите линии се превръщат в криви. В биноклите този вид аберация може да бъде напълно избегната.